# Wostok 8K72K
Wostok 8K72K – jedna z pierwszych radzieckich rakiet nośnych. Rakieta była zmodyfikowaną wersją rakiety Łuna 8K72, zbudowanej na bazie rakiety balistycznej R-7. Została użyta do wynoszenia prototypów pierwszego radzieckiego załogowego statku kosmicznego Wostok oraz do wystrzelenia pierwszego w historii człowieka w przestrzeń kosmiczną, Jurija Gagarina.

## Chronologia
- 1958 – rozpoczęcie prac nad statkiem Wostok i trzecim członem rakiety mającej go przenosić

1. 22 grudnia 1960, 07:45:19 GMT; s/n L1-13A; miejsce startu: Bajkonur (LC1), Kazachstan
Ładunek: Korabl-Sputnik 4; Uwagi: start nieudany – nie osiągnął pierwszej prędkości kosmicznej – stopień główny wyłączył się w 432 sekundzie lotu. Ładunek wykonał lot suborbitalny na odległość 3500 km z twardym lądowaniem na Syberii
2. 9 marca 1961, 06:28:48 GMT; s/n E103-14; miejsce startu: Bajkonur (LC1), Kazachstan
Ładunek: Korabl-Sputnik 4; Uwagi: start udany
3. 25 marca 1961, 05:54:00 GMT; s/n E103-15; miejsce startu: Bajkonur (LC1), Kazachstan
Ładunek: Korabl-Sputnik 5; Uwagi: start udany
4. 12 kwietnia 1961, 06:07 GMT; s/n E103-16; miejsce startu: Bajkonur (LC1), Kazachstan
Ładunek: Wostok 1; Uwagi: start udany – pierwszy lot załogowy w historii ludzkości
5. 6 sierpnia 1961, 06:00 GMT; s/n E103-17; miejsce startu: Bajkonur (LC1), Kazachstan
Ładunek: Wostok 2; Uwagi: start udany
6. 11 grudnia 1961, 09:39:02 GMT; s/n ?; miejsce startu: Bajkonur (LC1), Kazachstan
Ładunek: Zenit-2 1; Uwagi: start nieudany – przedwczesne wyłączenie się silnika RO-7. System samodestrukcji zniszczył rakietę i ładunek w 407. sekundzie lotu. Szczątki spadły około 100 km od miejscowości Wilujsk, na Syberii (między Nowosybirskiem a Jakuckiem)
7. 26 kwietnia 1962, 10:02 GMT; s/n ?; miejsce startu: Bajkonur (LC1), Kazachstan
Ładunek: Kosmos 4; Uwagi: start udany
8. 11 sierpnia 1962, 08:30 GMT; s/n ?; miejsce startu: Bajkonur (LC1), Kazachstan
Ładunek: Wostok 3; Uwagi: start udany
9. 12 sierpnia 1962, 08:02:17 GMT; s/n ?; miejsce startu: Bajkonur (LC1), Kazachstan
Ładunek: Wostok 4; Uwagi: start udany
10. 14 czerwca 1963, 11:58:58 GMT; s/n ?; miejsce startu: Bajkonur (LC1), Kazachstan
Ładunek: Wostok 5; Uwagi: start udany
11. 16 czerwca 1963, 09:29:52 GMT; s/n ?; miejsce startu: Bajkonur (LC1), Kazachstan
Ładunek: Wostok 6; Uwagi: start udany – pierwszy lot kosmiczny kobiety
12. 30 stycznia 1964, 09:45:09 GMT; s/n ?; miejsce startu: Bajkonur (LC1), Kazachstan
Ładunek: Elektron 1, Elektron 2; Uwagi: start udany
13. 10 lipca 1964, 21:51:02  GMT; s/n ?; miejsce startu: Bajkonur (LC1), Kazachstan
Ładunek: Elektron 3, Elektron 4; Uwagi: start udany